# Morval
Morval là một xã trong tỉnh Pas-de-Calais, vùng Hauts-de-France, Pháp.
Morval có cự ly 19 dặm (31 km) về phía nam Arras, trên đường D11, hoàn toàn bao quanh bởi tỉnh Somme. 

## Dân số
| 1962                                                              | 1968 | 1975 | 1982 | 1990 | 1999 | 2006 |
| ----------------------------------------------------------------- | ---- | ---- | ---- | ---- | ---- | ---- |
| 78                                                                | 85   | 84   | 94   | 95   | 91   | 87   |
| Số liệu điều tra dân số tính từ năm 1962, dân số chỉ tính một lần |      |      |      |      |      |      |

## Địa điểm nổi bật
- Nhà thờ St.Vaast, được xây lại, giống như xã này, sau thế chiến I.